# Margattea satsumana
Margattea satsumana es una especie de cucaracha del género Margattea, familia Ectobiidae. Fue descrita científicamente por Asahina en 1979.
Habita en Japón.